# Herb Szwecji
Herb Szwecji – jeden z symboli państwowych Królestwa Szwecji. 

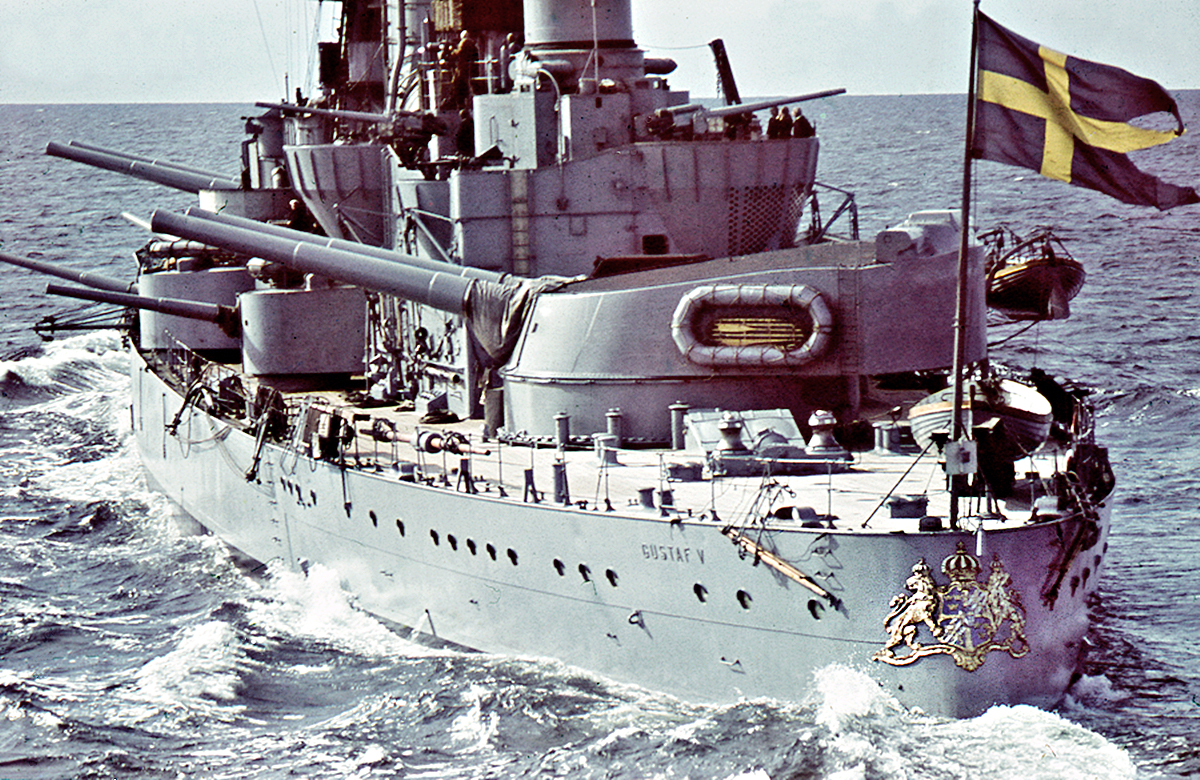
Herb Szwecji widoczny na okręcie marynarki wojennej HM Pansarskepp Gustaf V

Herb Szwecji występuje w formie wielkiej (szw. stora riksvapnet), będącej osobistym herbem króla oraz w formie małej (lilla riksvapnet) , używanej przez króla, Riksdag, rząd, ministerstwa, przedstawicielstwa dyplomatyczne i wojsko.

## Opis

### Herb wielki
W polu niebieskim złoty krzyż z ramionami rozszerzającymi się na końcach i tarczą sercową dynastyczną. W polach 1 i 4 trzy złote korony w układzie 2 i 1. W polach 2 i 3 złoty lew wspięty w złotej koronie na tle trzech lewych srebrnych skosów; jego język, pazury i zęby czerwone. Tarcza sercowa dwudzielna w słup w polu pierwszym niebieskim, srebrnym i czerwonym w skos złoty snopek, w polu drugim błękitnym na most z trzema łukami srebrny z dwiema blankowanymi wieżami na takiejż wodzie, ponad nim orzeł złoty z opuszczonymi skrzydłami, patrzący w lewo, trzymający w szponach wiązkę błyskawic. Ponad nim siedem gwiazd złotych ułożonych w Wielki Wóz. Tarcza zwieńczona koroną królewską i otoczona łańcuchem Królewskiego Orderu Serafinów. U bocznic tarczy podtrzymujące ją dwa lwy złote o podwójnym ogonie, patrzące w tył, w koronach królewskich, z językami, zębami i pazurami czerwonymi, u podstawy tarczy postument złoty. Całość okryta płaszczem purpurowym, podwiązanym sznurami złotymi z chwostami, zwieńczony koroną królewską .
Herb może występować również w wariantach bez płaszcza heraldycznego, postumentu, trzymaczy i insygniów orderowych .

### Herb mały
W polu niebieskim trzy korony otwarte, złote w układzie 2 i 1. Całość zwieńczona koroną królewską .
Herb może występować w wariantach, gdy tarcza otoczona jest insygniami orderu Serafinów, jak również bez korony królewskiej i tarczy herbowej, w postaci samego godła .

Herb wielki[5]
Herb wielki bez płaszcza[5]
Herb wielki bez płaszcza, trzymaczy i postumentu[5]
Herb wielki bez płaszcza, trzymaczy, postumentu i insygni orderowych[5]
Herb mały[7]
Herb mały z insygniami Orderu Serafinów[7]
Mały herb bez tarczy (godło)[7]

## Elementy herbu
Na wielki herb Szwecji składają się następujące elementy:
- tarcza herbowa czterodzielna w krzyż z dwudzielnym w słup polem sercowym:
  - w polu 1 i 4 Trzy Korony – (herb Szwecji),
  - w polu 2 i 3 herb Folkungów – (zwany starym herbem Szwecji),
  - w polu sercowym herb obecnie panującej dynastii Bernadotte:
    - w polu prawym herb Wazów,
    - w polu lewym herb marszałka Jana Baptysta Bernadotte księcia Pontecorvo
- korona królewska,
- łańcuch Królewskiego Orderu Serafinów,
- trzymacze – lwy będące symbolami Szwecji,
- postument architektoniczny,
- płaszcz.

Elementy herbu wielkiego Szwecji
Trzy Korony – (herb Szwecji)
herb Folkungów – (zwany starym herbem Szwecji)
herb Bernadotte
herb Wazów
herb księcia Pontecorvo
korona królewska
łańcuch Królewskiego Orderu Serafinów

## Historia
Historia herbu Szwecji sięga XIII wieku. Początkowo były to osobiste symbole władców. Pierwszym znanym wizerunkiem herbu króla Szwecji jest przedstawiająca trzy pasy tarcza Knuta Długiego. Na pieczęci Waldemara Birgerssona z 1252 roku widnieje wizerunek trzech lampartów w koronach. Kolejni przedstawiciele z dynastii Folkungów zaczęli pieczętować się swoim rodowym herbem, który zaczął stawać się pierwszym herbem państwowym . Aż do 1982 roku uważano, iż wizerunek trzech koron pojawił się w 1364 roku na pieczęci Albrechta Meklemburskiego i był on jedynie symbolem władzy królewskiej, a dopiero potem stał się symbolem państwowym . Dopiero odkrycie w 1982 fryzu w Awinionie pochodzącego z 1336 roku, upamiętniającego zjazd europejskich władców, w którym uczestniczył Magnus Eriksson potwierdził, przypuszczenia, iż trzy korony używane były jeszcze za panowania Folkungów  . Najprawdopodobniejszą i obecnie oficjalną genezą pochodzenia trzech koron w heraldyce szwedzkiej było używanie przez króla Magnusa Erikssona potrójnego tytułu królewskiego jako króla Szwecji, Norwegii i Skanii  . Trzy korony jako symbol Szwecji używane były za panowania Albrechta Meklemburskiego . Po jego zdetronizowaniu w 1436 roku Rada królewska wprowadziła własną Wielką Pieczęć Królestwa przedstawiającą Świętego Eryka trzymającego herb przedstawiający Trzy Korony, jako symbol Szwecji . Za początek wielkiego herbu Szwecji uznaje się herb Karola Knutssona przedstawiający tarczę z krzyżem w polu 1 i 4 Trzy Korony, w polu 2 i 3 herb Folkungów z dynastyczną tarczą sercową . W heraldyce władców Szwecji tarcza czwórdzielna w krzyż wykorzystywana była wcześniej, przez króla Albrechta, jak również Eryka Pomorskiego jednak to układ wprowadzony przez Karola Knutssona stał się formą wzorcową wykorzystywaną do dziś. W wyniku kolejnych zmian dynastycznych, jak również w czasach unii personalnych z Norwegią i Danią herb ulegał modyfikacjom i przekształceniom. 
Gdy w 1814 roku Norwegia została połączona ze Szwecją unią personalną nastała potrzeba zmiany herbu. Karol XIII przyjął wówczas tarczę w rosochę (trójpolową podzieloną złotym krzyżem w kształcie litery Y z ramionami rozszerzającymi się na końcach) z tarczą sercową. W polu górnym umieszczone były szwedzkie trzy korony, w polu prawym herb Norwegii, w polu lewym herb Folkungów. Tarcza sercowa, przedstawiająca herb dynastii Oldenburgów, była czterodzielna w krzyż skośny z kolejną tarczą sercową czwórdzielną w krzyż. W polu górnym herb Szlezwiku, w polu prawym Holsztynu, w polu lewym Sztormarnu, w polu dolnym Dithmarschen. W polach 1 i 4 tarczy sercowej herb Oldenburgów, w polach 2 i 3 hrabstwa Delmenhorst. Gdy w 1818 roku królem został Karol XIV Jan rodowa tarcza Oldenburgów zastąpiła tarcza przyjęta przez niego jeszcze jako następca tronu przedstawiająca w polu prawym herb Wazów, a w polu prawym herb Bernadotte jako księcia Pontecorvo z nadania Napoleona. Jego syn i następca Oskar I dokonał zmiany podziału tarczy od tej pory herb był dwudzielny w słup, a pole prawe dodatkowo dwudzielne w pas. Zastąpił też orła napoleońskiego czarnym krukiem, nad którym umieścił gwiazdy układające się w wielki wóz. W 1885 roku Oskar II przywrócił w miejsce kruka orła napoleońskiego, pozostawiając jednak go koloru czarnego, jak również dodał drugą koronę królewską na tarczy herbowej podkreślając niezależność Norwegii. W 1905 roku w wyniku zerwania unii pomiędzy Norwegią a Szwecją, Oskar II powrócił do czterodzielnej tarczy herbowej z trzema koronami w polach 1 i 4 oraz herbem Folkungów w 2 i 3. 15 maja 1908 roku po raz pierwszy uchwalono ustawę prawnie sankcjonującą herb państwowy wprowadzającą oficjalny podział na herb wielki i mały oraz szczegółowo opisującą wygląd i jego elementy. Ustawa weszła w życie 1 stycznia 1909 roku. Aż do 1982 roku herb w formie wielkiej umieszczany był na płaszczu czerwonym i otaczany był wszystkimi herbami królewskimi, chodź ustawa z 1908 roku wspominała jedynie o insygniach orderu Serafinów, to nie zakazywał innych oznak. Nowa konstytucja z 1975 roku zawieszająca odznaczenia oraz wprowadzenie nowej ustawy o herbie w 1982 roku spowodowały zaprzestania umieszczania insygniów pozostałych orderów, jak również zmieniły kolor płaszcza na purpurowy.

Historyczne herby Szwecji
Herb Knuta Długiego (1229–1234)
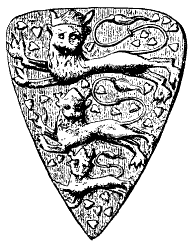
Pieczęć Waldemara Birgerssona z 1252 roku
Herb Magnusa I
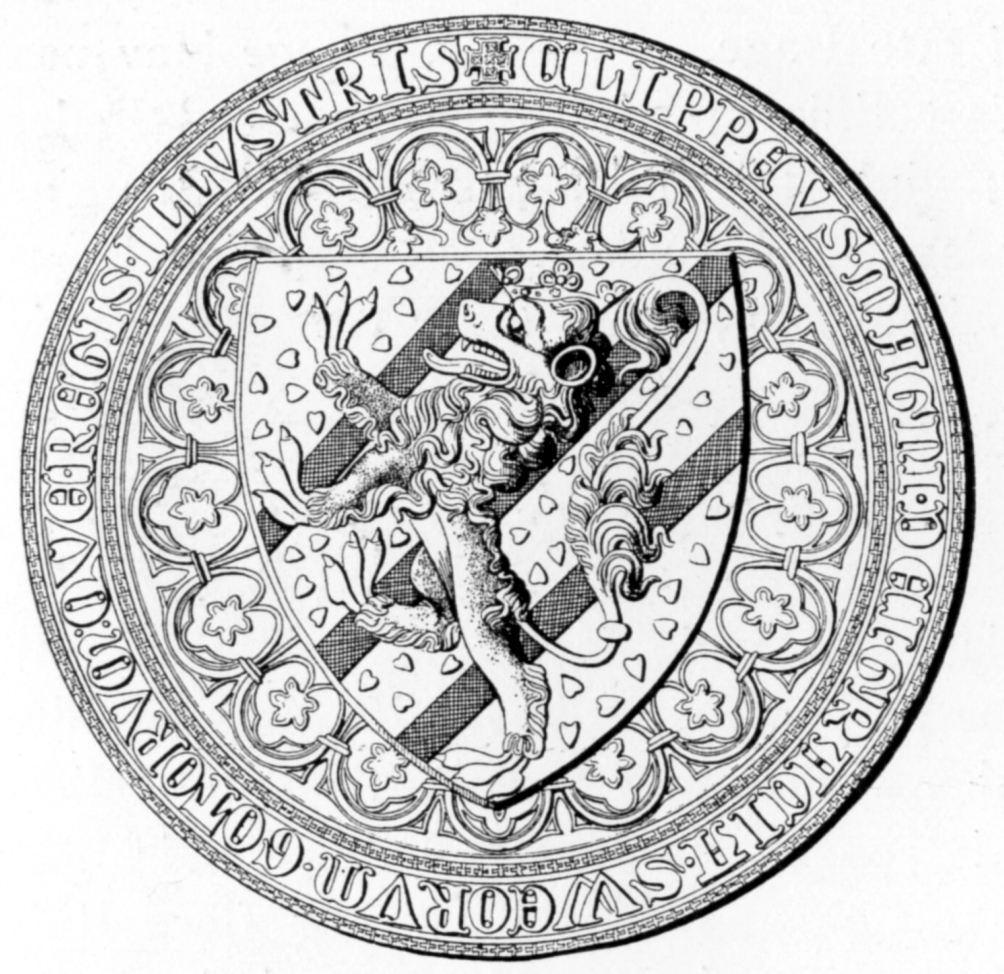
Pieczęć Magnusa IV
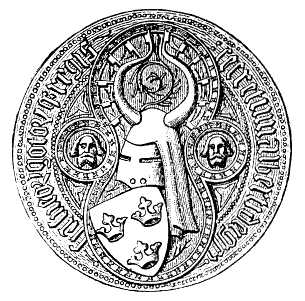
Pieczęć Albrechta Meklemburskiego z 1364 roku
Herb Albrechta w formie wielkiej
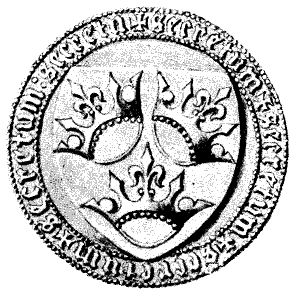
Tajna pieczęć królowej regentki Małgorzaty I z 1390 rok
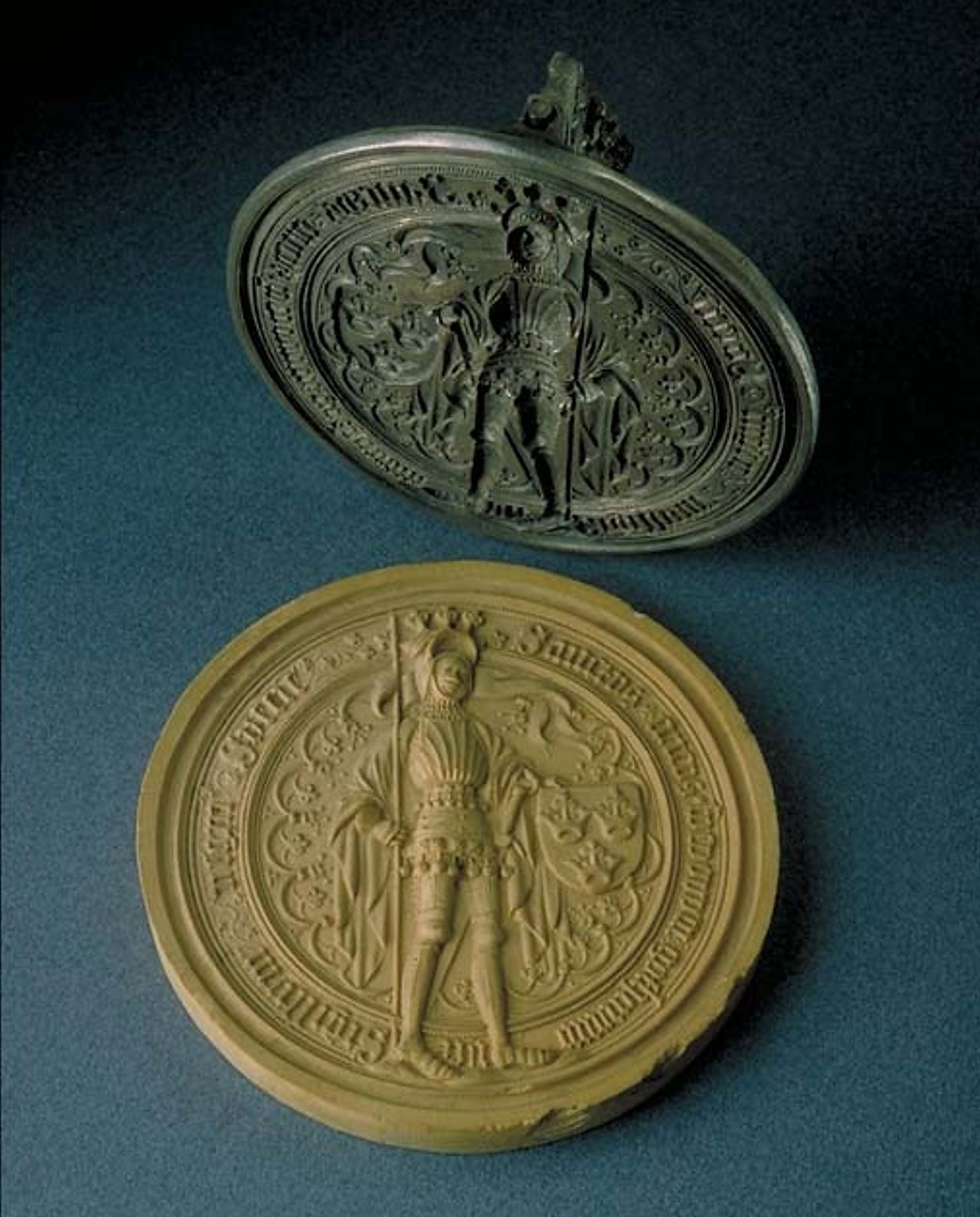
Wielka Pieczęć Królestwa z 1436 roku
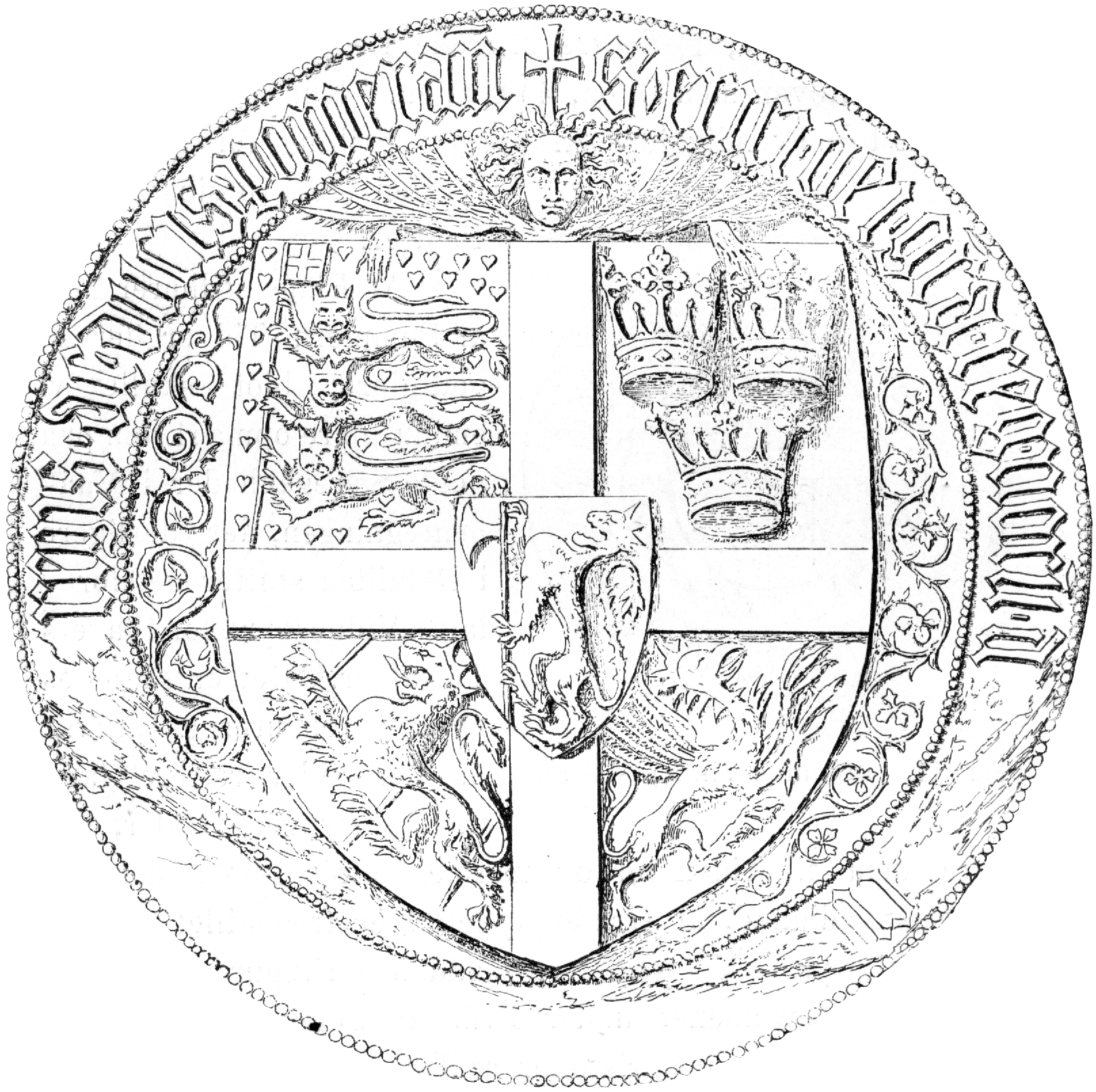
Pieczęć majestatyczna Eryka Pomorskiego
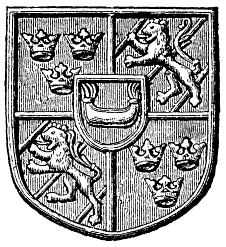
Pieczęć Karola Knutssona
Herb Eryka XIV Wazy
Herb królów z dynastii Oldenburgów (1751–1792 oraz 1809–1814)
Herb Karola XIII Oldenburga (1814–1818)
Herb Karola XIV Bernadotte (1818–1844)
Herb Oskara I, Karola XV i Oskara II (1844–1885)
Herb Oskara II (1885–1905)
Herb Oskara II (1905–1907)
Herb Gustawa V, Gustawa VI Adolfa i Karola XVI Gustawa (1907–1982)

## Użycie i ochrona
Na mocy ustawy z 1970 roku herb Królestwa Szwecji jest chroniony prawem. Herb wielki jest symbolem państwa i osobistym herbem króla, który może upoważnić innych członków rodziny królewskiej do posługiwania się nim w zmienionej, osobistej wersji. Mały herb będący symbolem władzy państwowej używany jest przez króla, parlament, administrację i wojsko. Rząd może również udzielić zezwolenie na posługiwanie się nim innym podmiotom, po zasięgnięciu pozytywnej opinii komisji heraldycznej.

Herb wielki Szwecji używany przez członków rodziny królewskiej
herb królowej Sylwii
herb następczyni tronu, księżnej Wiktorii
herb księcia Daniela
herb księżniczki Stelli
herb księcia Oskara
herb księcia Karola Filipa
herb księżnej Zofii
herb księcia Aleksandra
herb księżniczki Magdaleny
herb księżniczki Eleonory
herb księcia Mikołaja
herb księżniczki Adrianny

Trzy Korony
znak Ministerstwa Obrony
znak Szwedzkich Sił Zbrojnych
znak rozpoznawczy lotnictwa
znak szwedzkiej policji
znak Biura ds. Przestępstw Gospodarczych